# 余永定
余永定（1948年11月—），廣東臺山人，中国经济学者。1994年获牛津大学经济学博士学位。1995年成为中国社会科学院世界经济与政治研究所研究员，3年后任该所所长，2000年被选为中国世界经济学会会长。2004年成为中国人民银行货币政策委员会委员。他主要研究国际经济、中国经济增长和中国经济稳定。2006年被选为中国社会科学院学部委员。著有《西方经济学》《我看世界经济》《一个学者的思想轨迹》等书。